# Mester Margit Mária
Mester Margit Mária (Tamási, 1906. december 10. – Budapest, 1961. június 17.) magyar katolikus apáca.

## Élete
Egy négy gyerekes család második gyermeke. Az édesapja, dr. Mester József, Tamási királyi közjegyzője volt, köztiszteletben álló becsületes férfi, az édesanya a család gondozása mellett karitatív szolgálatra is talált időt, a Vöröskeresztben tevékenykedett. A Mester család kiegyensúlyozott anyagi körülmények között élt, környezetük csodálta a család mélységes hitét, vallásos életét, és mindig megnyilatkozó nemes lelkűségét. Margit 1917 szeptemberétől a budapesti Sacré-Coeur nővérek internátusában tanult, hét évet töltött itt. Tizenkét éves korában már a társai gyakran találták Margitot a kápolnában, ahol sok időt töltött személyes imádságban. A tanulás franciául és magyarul folyt, ezért nagyon jól megtanult franciául. 1919. július 17-én meghalt az édesapja és az édesanyjukkal, hogy a család megélhetése biztosítva legyen először az abonyi rokonokhoz, költöznek, utána pedig Budapestre. 18 éves korában, a budapesti Örökimádás-templomban (Üllői út 75-77.) fogalmazódik meg először benne a vágy, hogy az életét teljesen Krisztusnak adja, hogy őt kívánja teljesen szeretni habár a konkrét út még nem körvonalazódott ki. 1924-ben fejezte be tanulmányait és a család szűkös anyagi körülményei miatt, elkezd dolgozni, nyelvórákat adott. 1927 áprilisában részt vett egy lelkigyakorlaton ahol egy nagyon meghatározó lelki élményben részesül, amit úgy fejt ki későbbi lelki atyjának Csávossy Elemérnek, hogy „Istennel találkozott”, megragadta Isten jelenléte a lelkében. Az elkövetkezendő évek arról szóltak, hogy elmélyítse ezt a tapasztalatát és megértse, hogy Isten milyen útra vezeti őt.

## Útkeresés
Az 1927. április 12-én kapott kegyelem – amikor megélte Isten jelenlétét lelkében – új irányt adott életének. Olyan szerzetes közösséget keresett, ahol sajátos lelki ajándéka szerint, egészen Istennek a Benne való egység és szeretet szolgálatának szentelheti életét. 1927. október 3-án tisztasági fogadalmat tett, ekkor még nem volt egészen 21 éves. Mester Margit 1928 augusztusában Érden belépett a vizitációs apácák rendjébe (Bogner Mária Margit szobatársnője lett). A tél folyamán mindketten megbetegedtek. Mester Margit 1929. január 27-én hazatért gyógyulni. Lelki atyja, Csávossy Elemér SJ tanácsára nem ment vissza a rendházba. Másfél évet a Jézus Szíve Népleányai Társaságánál töltött, majd a Magánalkalmazottak Biztosító Intézetében tisztviselőként dolgozott. 1932-35 között a Sophianumban magánúton elvégezte a gimnáziumot és leérettségizett. 1934 szeptemberében a parádi Károlyi-kastély kápolnájában imádság közben kapta a felszólítást Istentől az Unum Testvérek (Unum Sanctissimae Trinitatis, UST) alapítására. Csávossy SJ segítségével kidolgozta. a szabályzatot, 1936. július 2-án első társaival leteszi fogadalmait és 1937. február 2-án Mester Margitot elöljáróvá választották. Az alapítást 1938. szeptember 15-én: Glattfelder Gyula csanádi püspök hagyta jóvá. November 9-én Margit 3 jelölttel megkezdte a közös életet (Bp., Csaba u. 12.)

## Az Egység és a szeretet apostolaként
Az Unum társaságot 1938-ban a II. világháború küszöbén alapította Mester Margit Mária, a háború alatt hősies módon igyekeztek helyt állni: Szegeden óvodát, Kassán egy szegény negyedben napközis óvodát nyitottak, míg Abonyban hitoktatói és betegápolói munkára hívták őket. A szerzetesrendek magyarországi feloszlatásakor 1949-ben őket is földalatti munkára kényszerítette a diktatúra. A közösség tagjai magánházakban folytatták tovább az életet és apostolkodásukat. Voltak előjelei annak, hogy Mester Margit Máriát is le fogják tartóztatni és többen is tanácsolták, kérték, hogy próbáljon meg külföldre távozni, de ő a maradás mellett döntött. 1951. május 7-én tartóztatták le. 10 napig a Fő utcában az AVH börtönében tartották, május 17-én átvitték a gyűjtőbe (Bp., Kozma u 13.), aztán július 5-én vitték vissza a Fő utcába ahol elkezdődött a kihallgatása. 90 kihallgatás után 5 évi börtönre ítélték. Egyik kihallgatása során az egyik vallató megkérdezte tőle „és maga még mindig bízik az Istenben? „Igen – válaszolta – most még jobban, mint bármikor.” Az öt év börtönből egy napot sem engedtek el neki, habár a börtön varrodájában dolgozva, a munkája miatt el kellett volna engedniük a büntetése egy részét. Egy évig volt a Fő utcába és 1952-ben került le a Kalocsára, és innen írhatott először a családjának. Ebben az öt évben nem élhetett a szentségekkel lopva, néha áldozhatott. Kárpótlásul egészen a felebaráti szeretet gyakorlására adta magát. A felebarátban látta Isten képét. Szeretetfogadalmat tett már évekkel korábban, és a börtönben azt élte meg, hogy ezt a fogadalmát különleges módon gyakorolhatja: mindig azt kereste, ami másnak, nem azt, ami saját magának jó. Saját érdekeit olykor hősies módon háttérbe szorította. A varrodában, két váltásban dolgozott (nappali és éjszakai váltások voltak). Úgy intézte a dolgokat, hogy másoknak nagyobb százalék jusson a munka-teljesítményben, s ez által több jutalomban (levél, csomag, látogatás) részesülhessenek. A börtönben 2 havonta lehetett látogatót fogadni 15 percre, és kéthavonta lehetett levelet írni vagy választ kapni 32 soros levelekben. Ha valaki jól teljesített, akkor kaphatott, vagy írhatott jutalom levelet. Nem csak azért voltak fontosak a levelek és a látogatások, mert ez kapcsolta össze a foglyokat a világgal, a családjaikkal, hanem mivel ő is politikai fogoly volt, a letartóztatások tovább folytatódtak. Több leveléből is kiderül, hogy aggódva kérdezi, hogy nővértársai, pap és szerzetes ismerősei közül mikor kit hívtak be kihallgatásra, kit tartóztattak le, vagy kit ítéltek el. Ebben a kontextusban „lemondani” egy jutalom levélről, vagyis két hónapnál gyakrabban vagy 32 sornál hosszabban hallani arról, hogy kivel mi történik, a lemondás valóban hősies fokát bizonyítja. Volt, amikor a jóságával visszaéltek, de igyekezett a mosoly, a derű a szeretet apostola lenni rabtársai között. Az utolsó hónapokban már nagyon legyengült, és pár napig elvitték a gyengélkedőbe, mert „nem akartak belőle mártírt csinálni,” vagyis a fogva tartói aggódtak, hogy nehogy meghaljon a börtönben.
Börtönből való szabadulása után írta „csak szeretni jöttem vissza a halálból az életbe!” Az öt év börtön után sem lanyhult lelkesedése, és minden hétköznapi áldozatot, találkozást arra használt fel, hogy Isten szeretetének a hordozója és továbbadója legyen „az én utam a szeretet. Nincs időm másra”. A börtön után az életprogramja ugyanaz marad, a szeretet- ragályát akarja terjeszteni, amelynek a tünetei „mosoly az arcon, másokat dicsérő szó az ajkon, segítő készség a kézben” (1957. szept. 5.)
1961. június 17-én halt meg, egy műtét után fellépett komplikációk következtében.

## Mester Margit lelkiségének alapvonásai
Naplójegyzeteit olvasva gyakran visszatérő motívum: a Szentháromság dicsősítése, a mennyei Atya iránti bensőséges áhítat. „Nem tudnék megmaradni csak Jézus emberségénél még a Szentháromságban sem az Igénél és a Szentléleknél, tovább kell mennem az Atyáig, mindennek ősforrásáig.” (24) A Szentháromságos Isten jelenléte az emberi szívekben magával ragadta Margit Mária szívét, minden gondolatát és arra késztette, hogy ennek az Istennel való bensőséges egységnek az apostola legyen. Isten szeretet, közösség, adás, kapcsolat, odaadás. Ebbe a tapasztalatba szeretett volna mindenkit bevonzani életével, szavai által.
Gyakran visszatérő gondolata a lelki anyaság. A lelki anyaság „egész lelkemből való” és „az Istennel egyesült női lélek mélységeiben kell keresnem.” (75, 1957. nov. 4.: Levél a lelki anyaságról. Vö. 1960. okt. 11. 198) A lelki anyaság nem csak egy misztikus tapasztalat számára, hanem ahogyan az anyai szeretet is konkrét, ő is hangsúlyt fektet arra, hogy a mindennapjaiban konkrét módon hordozza a lelkeket. Van egy kis földgömbje, amit mindig magával hordoz, kiválasztott egy földrészt, egy országot és a napi imáit, áldozatait az ott élőkért ajánlotta fel. Kedves olvasmányai voltak az olyan könyvek, amelyek egy-egy országot mutattak be. 1957 karácsonyán nagy örömére egy jezsuita atya megszerezte neki ajándékképpen Magyarország helységtárát, mert Margit Mária arra vágyott, hogy konkrét módon minden helységért imádkozzon. „Mindig jobban látom, milyen rengeteg szeretet és megértés kell az emberekhez, hogy az ember helyesen járjon el. Az ember nem tud eléggé beilleszkedni az ő szubjektív helyzetükbe, hogy igazságos lehessen velük szemben” (1957. nov. 4.). Lisieux-i Szent Teréz fiatal karmelita életére, példájára gyakran kitér jegyzeteiben. „Szinte az egyetlen, amire magamban adottságot érzek, hogy a lelkek anyja legyek. (…) Megértettem Kis Szent Teréz szomjúságát, amely kínozta, mert érezte, hogy egy élet, egyféle mód Őt szeretni nem elég neki. Ő erre azt a megoldást találta, hogy az „Egyház szíve” lett. Én már nagyon régtől fogva abban elégülök ki (…), hogy gyermekeimben élek valamiképp. Így lehetek bennük és általuk: pap, vértanú, különféle szerzetes, világi apostol, családanya, minden.” (14)
A lelki anyaság összefügg apostoli küldetés tudatával is. Ezt az egyetemes apostoli lelkületet fejezi ki jelképesen a földgömb, aminek egy kicsinyített modelljét a zsebében, és egy még kisebbet a nyakában is hord (amíg a letartóztatásakor el nem veszik tőle). „Úgy érzem, mintha valami áram kötne össze a világ összes országaival”, mondta Csávossy atyának 1958-ban. Lelki atyja hozzáfűzi: „Azt akarta mondani, hogy valami titokzatos kapocs fűzi az egész világhoz, minden országhoz. (…) Szereti magához ölelni az egész földgömböt s nagyon örült…” (79)
Mester Margit is átélte a lelki sötétséget, a lélek sötét éjszakáját, sőt az Istentől elszakadt bűnösök poklát. Ez a megpróbáltatás – a testi szenvedéseken, a börtön borzalmain túl – súlyos lelki gyötrelmeket okozott neki. Erről 1957-es vallomásaiban olvashatunk: „Eddig életemben mindig úgy éltem meg, hogy Istené vagyok. Most pedig úgy ‘érzem’, hogy elkárhozom. Borzalmas a pokol. És a torkában érzem magamat. Az ÁVO rémes atmoszférájánál (amit leírni nem lehet annak, aki nem volt ott huzamosabb ideig) sokkal intenzívebben érzem a pokol légkörét körülöttem. Objektíve is szörnyű, hát még a szubjektív sikoltó ‘félelem’ tőle!” (77, vö. 123)
Mester Margit szeretetből vállalta Jézus és az emberek keresztjét. A betegség és a börtön keresztjei mellé még kemény aszkézist is vállalt. 1947. augusztus 25-i levelében írta: „Megint fellángolt bennem a vágy a kereszt szerelme után, ha ezt elérem, meghalhatok.” (28) 1947 szeptemberében boldogságtól sugárzó arccal mondta lelki atyjának: „Majd megreped a szívem, semmi más nem érdekel, csak a szeretet. Mindig oda kell utaznom, ahol baj van.
”Kevéssel halála előtt, 1960. október 11-én írta naplójába mély, „mámoros” boldogságot érezve hivatása csodálatos világában: „Olyan édes, szelíd, mámoros boldogság. Pedig minden pillanatnak áldozati lehetőségét kívánja fenékig kiaknázva, és egyre fokozódó szeretettel. Ez az anyaság az én legmélyebb hivatásom, a hivatásom a Veled való egyesülés alapján. Belőled, általad, érted, neked, tied az én anyaságom.”
Mester Margit egész életén, lelkiségén átvonul a Szűzanya iránti mély szeretet: az Angyali üdvözlet leánykájának hitét csodálta mindig. 1960. március 27-én jegyezte fel: „Egy kicsit értem, egy kicsit látom, egy kicsit élem, a Gyümölcsoltó titkát. S egy kicsit megújul ez bennem, amikor az egész emberiséggel a szívemben áldozni megyek, és milliók kezét fogva, a lelkemben milliók életével egyesülve, és az egész emberiség nevében; és a szívembe, a lényembe befogadom Jézust.” „Ő (Mária) hitt az angyal szavának. Elhitte, hogy ő, a kicsi názáreti szűz, az Isten anyja lesz. De nagy hit kellett ehhez! Hogy kis gyümölcsoltó lehessek: alapvető feltétel, hogy higgyem; eleven hittel, hogy ebben a csodálatos kegyelmi rendbe – akármilyen kicsi, gyarló és bűnös legyek is – óriási lehetőségeim vannak a lelkek üdvözítésére. Hinni kell, hogy a világnak, a lelkeknek Jézust adhatom.”

## Emlékezete
Az Unum, mint egyházmegyei jogú, női Apostoli Élet Társasága ma is létezik és folytatja Mester Margit Mária által alapított művet. 2001 májusában, a kalocsai börtönben kápolnaszentelést tartottak, melyen az unum-testvérek is részt vettek. Ez alkalomtól kezdődően minden évben ‘elzarándokolnak’ a – Politikai Elítéltek Közössége által szervezett kalocsai megemlékezésekre –, mely a börtönkápolnában tartandó szentmisével, és közös (családias) ebéddel ér véget. Az ünnepi szentmisén a fogva-tartottak is szép számmal jelen vannak. Örömteli dátum 2006. május 7-e, (Jubileumi év), amikor is Mester Margit Mária emlékére, márványtáblát helyezhettek el a kápolnában.
Erdő Péter bíboros, prímás érsek úr 2003-ban engedélyezte Mester Margit Mária UST anya boldoggá avatási ügyének előkészítését. Az anyaggyűjtés nagyrészt befejeződött.

Mester Margit Mária boldoggá avatási ügyének szakaszai

Mester Margit Mária 1961. június 17-én halt meg, ez az égi születésnapja. Mivel ez a kommunista diktatúra idején történt, nem lehetett elkezdeni az boldoggáavatási eljáráshoz szükséges anyagok gyűjtését, és szóba se kerülhetett az ügy egyházmegyei hivatalos kivizsgálása.
1990 után felmerült a boldoggá avatási eljárás ügye, de a rendszerváltás után a szerzetesrendek újraindulása sok erőt és energiát igényelt, és mivel nem voltak szakképzett posztulátorok sem, az ügy elindítása tovább késlekedett.
2016-ban az Unum Társaság kinevezte Dr. Balog Márta cb-t a boldoggá avatási ügy posztulátorává.
2018. január 4-én a Szenttéavatási Kongregációtól megérkezett a „nihil obstat” engedély, és ezek után Eminenciás főtisztelendő Erdő Péter bíboros, prímás, az Esztergom-Budapesti főegyházmegye érseke megnyitotta az egyházmegyei kivizsgálás szakaszát. Kinevezte a teológus cenzorokat, a történeti bizottságot és a bíróságot.
2020. július 16-án lezárult az egyházmegyei kivizsgálás szakasza.
2020 decemberében Balog Márta nővér a peranyagot elvitte az Apostoli nunciatúrára, ahonnan diplomáciai postával továbbították a több mint 3000 oldalas anyagot a Szenttéavatási Kongregációhoz.
2021. február 24-én értesítést kaptunk a Kongregációtól, hogy a csomag megérkezett. Sajnos a Covid járvány miatt egy rövidebb szünet következett.
2023. február 2-án az Unum társaság kinevezte a római szakasz posztulátorát Zdislaw Józef KIJAS OFM atyát. 